# Ole Abildgaard
Ole Abildgaard (Født 16. juli 1960) er en dansk erhvervsmand, der er opvokset i Hellerup. Han var medlem af milliardærklubben sammen med fire andre rigmænd.
Han var frem til 1995 adm. direktør i Samson Bank, der gik konkurs i 1995. I 2001 blev han idømt 4 måneders betinget fængsel for i tre tilfælde at have forsynet Finanstilsynet med urigtige og misvisende oplysninger om Samson Banks økonomi og tab. Han blev samtidigt frifundet for Bagmandspolitiets anklage om bedrageri af særligt grov beskaffenhed i forbindelse med konkursen.
Hustru, Christel Lange Abildgaard, gift 29 december 2017

## Karriere
- 1971-1972 Ansat i DR, B & U afd. af Poul Nesgaard, lavede børne radio og ”Når børn laver tv”  Interviewede bl.a. Simon Spies i en radio udsendelse.
- 1980 Værnepligt aftjent ved Gardehusarregimentet. 4 opklaringseskadron.
- 1981 Etablerede Abildgaard Invest A/S
- 1982 Lannung & Co, Fondsbørsvekselerere, med ansvar for obligationshandelen på Fondsbørsen
- 1983 Partner og medejer af Lannung & Co
- 1984 Bygger sammen med Instituttet for Fremtidsforskning EDB modellen Varighed, bruges i dag af alle verdens obligationsbørser. Baseret på professor Anders Grosens teorier.
- 1984 Køber sammen med Jens Erik Høst det børsnoterede selskab Accumolatorfabrikken LYAC og omdanner dette selskab til et børsnoteret investeringsselskab som et af de første på Børsen.
- 1986 Sælger aktiemajoriteten i Accumolator Invest til Klaus Riskær Pedersen
- 1986 Bryder hovedbankernes monopol på valutahandel og etablerer arbitragehandel med en balance på 25 mia, primært med den Jyske kunder.
- 1988 Sælger Lannung & Co Bank og Børsmæglerselskab til Klaus Riskær.
- 1989 Køber Samson Børsmæglerselskab og etablerer Kreditinstitut.
- 1989 Køber Fredensborg Store Kro i Fredensborg, med Erik Brandt og Stig Husted Andersen.
- 1990 Etablerer kabel TV stationen, ” Kabel Net” med KTAS og Stig Hasner samt Birger Hauge, som den første udbyder * film på Pay Per View i et forsøg med KTAS.
- 1992 Dk4 overtages af Ib Kuhnøe
- 1993 Køber Skovshoved Hotel med Erik Brandt og Husted Andersen
- 1995 Samson Bankier aktieselskab går konkurs efter besøg af en Israeler,der forsøger at svindle bankierselskabet.
- 1995 Etablerer ejendomsselskab med Husted Andersen og opkøber nødlidende butikscentre, bl.aTåstrup Stationscenter der senere sælges til CenterPlan. Etablerer Rahbek Gastronomi med Lars Rahbek. Virksomheden producerer færdigretter til ind og udenlandske kunder. Sælges i 1997 til TULIP
- 1996 Opkøber biografer, Media selskaber, handler med fodbold rettigheder,[3] etablerer Skandinvian Cup med tyske UFA og Divisionsforeningen. Bliver partner med Erik Thomsen ICO koncert promotion. Afholder bl.a Michael Jackson turneen i Nord Europa,
- 1997 Filmproducent med Nicolas Vinding Refn og Kim Bodnia, har en mindre birolle i Bleeder.
- 1999 Etablerer Wise House Denmark sammen med Michael Mark der som de første vil udnytte Internettet til Back UP af følsomme data. Indgår datidens største licensaftale med IBM på 300 mio. kr.  Virksomheden sælges til Eurotrust der efterfølgende sælger den til Munk It, i 2001
- 2000 Sælger af DK 4 til Eurotrust.
- 2001 Frikendes i en retssag tilbage fra 1995 om bedrageri i forbindelse med Samson Bankiers konkurs.
- 2004 Etablerer sig i renewable industrien med vindmølleparker i Tyskland.
- 2005 Etabler Vindenergi Invest A/S erhverver Minerva Messina 50 Mw vindpark på Sicilien sammen med Erik Damgaard, Peter Forchammer og Aldo Petersen, alle med i milliardærklubben. Vindenergi Invest A/S udvider med en projekt pipeline på 165 Mw i Italien og overtager 28 Mw vindparker i Tyskland
- 2006 Vindenergi Invest bliver solgt til Greentech Energy System A/S
- 2011 Ole Abildgard og Aldo Petersen børsnoterede i USA teknologifirmaet LiqTech, som har udviklet unikke partikelfiltre til busser og lastvogne samt membraner til olieindustrien.[4]
- 2013 Ole Abildgard køber sammen med Aldo Petersen og andre, Brøndby IF og er dermed med til at redde fodboldklubben fra konkurs.[5][6]